# Nikenike Vurobaravu
Nikenike Vurobaravu (født 3. december 1951) er en vanuatisk diplomat og politiker, som siden 23. juli 2022 har været Vanuatus præsident. Han ar tidligere han adskillige diplomatiske og statslige mebeder, herunder som den første højkommissær på Fiji. Han blev valgt til præsident i den ottende runde af det vanuatiske præsidentvalg i juli 2022. Han er medlem af det politiske parti Vanua'aku Pati (VP). Den 14. september 2022 blev Vurobaravu hædret med "A'okokikima Maralama Phushueia", en medalje for hans heltemod under oprøret i 2021, der fandt sted efter civile uroligheder i landet.